# Amateur d'Autun
Pour les articles homonymes, voir Amateur (homonymie).
Ne pas confondre avec Amateur d'Auxerre, 5e évêque d'Auxerre aux IVe et Ve siècles.
Amateur d'Autun, dit aussi saint Amatre Ier, né à Autun au IIIe siècle, et mort vers 270, est un saint évêque gallo-romain de l'Église catholique romaine et de l'Église orthodoxe. Il fut le premier évêque d'Autun. Il est fêté le 26 novembre.

## Biographie
Amateur d'Autun était encore en fonction en 270 et sa fête est célébrée le 26 novembre qu'on présume être la date de sa mort. Son successeur, vers 273, fut saint Martin Ier ou saint Révérien.
Contemporain de la proclamation en décembre 268 de Marcus Piavonus Victorinus qui se dit Auguste, ce qui provoque le soulèvement de certaines cités gauloises dont Autun en premier chef, qui réclame une intervention de Claude II. Victorinus met le siège devant Autun et sept mois après en 269, la cité capitule. Victorinus est proclamé Restaurateur des Gaules. Il meurt l'année suivante et Tetricus, gouverneur d'Aquitaine, le remplace.